# Nawish
Nawish és un cràter sobre la superfície del planeta nan Ceres, situat amb el sistema de coordenades planetocèntriques a 22.79 ° de latitud nord i 198.75 ° de longitud est. Fa un diàmetre de 77 km. El nom va ser fet oficial per la UAI el tres de juliol del 2015 i fa referència a Nawish, esperit guardià dels camps de la mitologia dels acoma.